# Leucania lineata
Leucania lineata är en fjärilsart som beskrevs av Barend J. Lempke 1964. Leucania lineata ingår i släktet Leucania och familjen nattflyn. Inga underarter finns listade i Catalogue of Life.